# 高校生聖書伝道協会
高校生聖書伝道協会（こうこうせいせいしょでんどうきょうかい）、通称hi-b.a.(high school born againers ハイスクール・ボーン・アゲイナーズ、ハイビーエー)は、高校生対象に伝道活動をしているプロテスタントのキリスト教の宗教法人である。日本福音同盟の協力会員。

## 歴史
ブランド・リードが、自宅で教会の高校生集会をしたのが始まり。集会に通う高校生達は学校で"born againer"（新生した者）と呼ばれるようになり、born againerが集会の名称に含まれた。クリスチャンと呼ばれる者が必ずしも新生しているわけではないからである。リードは1938年にHi-b.a.を伝道団体としてニューヨークに結成。日本での活動は1951年から。イエス・キリストを自分の個人的な救い主と信じ、聖霊によって新生した者が真のキリスト者であることを強調する。

## 活動内容

### 定期集会
週１回行われる集会。おもな活動は、賛美をし、メッセージを聞く。各集会をHi-b.a.スタッフが担当している。現在、26箇所で集会が行われている。なお、多くの学校が休みとなる夏休み、冬休みなどの長期休暇中は集会は行われない。

#### 関東地区
東京都、神奈川県、埼玉県、千葉県
- 月曜日：朝霞台、千葉、藤沢、小田原、立川
- 火曜日：渋谷、吉祥寺、船橋、横浜
- 水曜日：東久留米（国際集会）
- 木曜日：渋谷（国際集会）、赤羽、柏、町田、御茶ノ水
- 金曜日：渋谷、川越

#### 関西地区
大阪府、兵庫県、京都府、奈良県
- 月曜日：玉造
- 火曜日：梅田、三宮
- 木曜日：京都、西大寺
- 金曜日：堺東、枚方

#### 東海地区
愛知県、三重県
- 火曜日：四日市
- 金曜日：名古屋

### 特別集会
hi-b.a.では前述の定期集会のほかに特別集会というものを行っている。主に隔週の土曜日に行われる。

### キャンプ
hi-b.a.は千葉県に専用のキャンプ場施設を保有しており、長期休暇中にはキャンプが行われる。春と夏は3つの期間に分けられて行われる。